# Manolo Nieves
José Manuel Fernández Nieves (Lada, Asturias, España, 28 de octubre de 1947) es un exfutbolista y exentrenador español. Como jugador se desempeñaba en la posición de guardameta. 

## Trayectoria

### Como jugador
Desarrolló casi toda su carrera en el Real Zaragoza donde permaneció durante catorce temporadas seguidas, tras ficharlo del U. P. Langreo, club en el que fue formado como futbolista y con el que hizo su debut en Segunda División de España en 1967. Es después de Yarza, el futbolista que más temporadas ha vestido la camiseta del Zaragoza, en total estuvo catorce temporadas defendiendo la portería zaragocista. En 1981 dejó el equipo blanquillo, aunque continuó jugando tres años en el C. D. Binéfar.

### Como entrenador
Tras colgar las botas estuvo vinculado al fútbol base del Real Zaragoza trabajando en el organigrama técnico de la Ciudad Deportiva, como primer entrenador, además de como ayudante y entrenador de porteros desde los alevines al primer equipo. Llegó a dirigir varios partidos del filial, además de un partido como entrenador interino en el primer equipo tras la destitución de Víctor Fernández.
Después de su etapa como entrenador pasó a formar parte de la secretaría técnica del equipo blanquillo.

## Clubes

### Como jugador
| Club          | País   | Año       |
| ------------- | ------ | --------- |
| U. P. Langreo | España | 1966-1968 |
| Real Zaragoza | España | 1968-1981 |
| C. D. Binéfar | España | 1981-1984 |

### Como entrenador
| Club              | País   | Año  |
| ----------------- | ------ | ---- |
| Real Zaragoza "B" | España | 1993 |
| Real Zaragoza     | España | 1996 |